# Hélène Wallraff
Pour les articles homonymes, voir Wallraff.

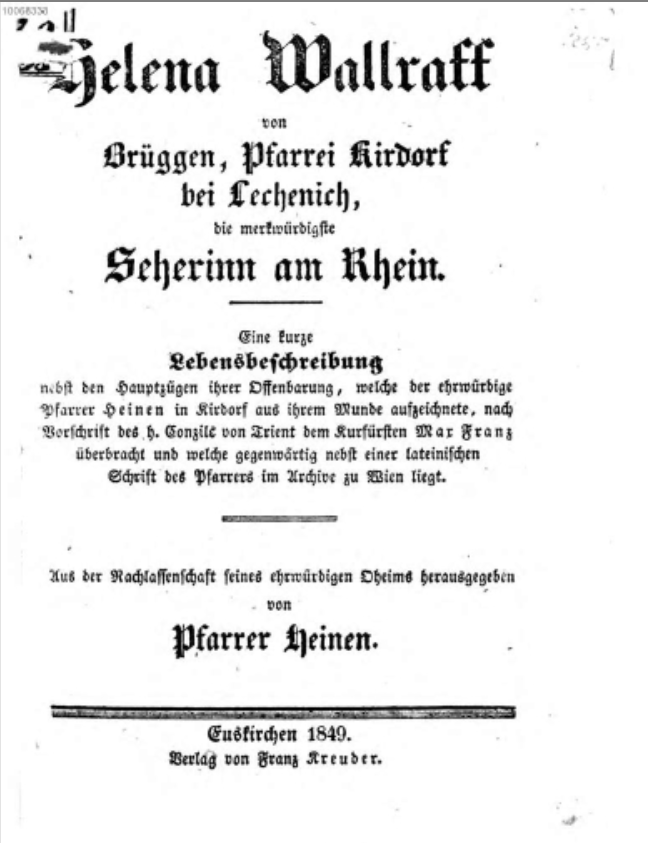
Première page du livre Helena Wallraff von Brüggen, Pfarrei Kirdorf bei Lechenich, die merkwürdigste Seherin am Rhein, de Engelbert Michael Josef Heinen (Euskirchen, Allemagne, 1849; éd. Franz Kreuder).

Hélène Wallraff, née en 1755 et décédée le 14 septembre 1801 près de Cologne, est une fidèle catholique réputée prophétesse au XIXe siècle.

## Biographie
Hélène Wallraff naquit à Brüggen, village dépendant de la paroisse de Kirdorf, dans l'électorat de Cologne et dans le voisinage de Brûhl. Selon ses biographes, ses parents étaient de simples cultivateurs, sans fortune. Ils ne lui enseignèrent que la religion, car elle ne savait ni lire ni écrire. Elle était très pieuse, se comportant toute sa vie avec une grande humilité, et avait un tempérament très calme. Ses biographes ont également recueilli qu´on disait que son regard brillait et qu´elle portait les stigmates sur ses membres. 
Ses biographes transmettent la croyance populaire locale, qu´elle était favorisée de visions prophétiques lui montrant la décadence de l’Église et de l’État; et aussi que des châtiments à venir lui étaient montrés, avec l’ordre de les manifester à son guide spirituel, le curé de Kirdorf, transmettant que Dieu lui montrait aussi les temps meilleurs qui viendraient après les épreuves prêtes à éclater. Toutes ces supposées révélations ont été mises par écrit et envoyées au dernier archevêque électeur de Cologne, le prince Maximilien François de Habsbourg-Lorraine, frère de Marie-Antoinette d'Autriche et beau-frère de Louis XVI de France, qui les aurait rassemblées, se trouvant aujourd’hui dans les archives ecclésiastiques de Vienne.
En 1783, Hélène Wallraff se maria avec Guillaume Horst, qui décéda en 1809. Ils auront quatre filles mortes en bas âge. Elle ne trouva personne d’autre que son mari pour écrire sous sa dictée le livre qu’elle se sentit inspirée de composer, du 12 avril au 25 décembre 1800. Elle fut en butte toute sa vie pour assumer ce don et transmettre ses révélations, ayant eu même à comparaître à Cologne devant la police française, après l’invasion de l’Électorat, sous la République. Son œuvre a été redécouverte par un religieux belge, très admiratif de sa vie. Il a publié une notice sur sa vie et l’opuscule qu’elle avait dicté l’année qui précéda sa mort sous le titre Petit sommaire ou Consolation des affligés.

## Sources
- (de) Engelbert Michael Josef Heinen (1849), Helena Wallraff von Brüggen, Pfarrei Kirdorf bei Lechenich, die merkwürdigste Seherin am Rhein. Euskirchen (Allemagne), éd. Franz Kreuder (imprimé par Friedrich Reel, Euskirchen). Bayerische Staatsbibliotek Signatur : 8390486 Biogr. 1280,38 8390486 Biogr. 1280,38 Permalink (consulté le 13 avril 2015).

- (de) Helena Wallraff (1850), Kurzer Begriff, Trost der Betrübten (Petit sommaire ou consolation des affligés), dicté par Helena Wallraff en 1800 - Büchlein des Trostes (hrsg. von Heinen, Engelbert Michael Josef) : Euskirchen (Kreuder), 77 pages.

- Jean-Jules-Marie Curicque (1872), Voix prophétiques ou signes, apparitions et prédictions modernes, touchant les grands événements de la Chrétienté au XIXe siècle et vers l´approche de la fin des temps : signes et apparitions prophétiques, Victor Palmé, Paris. Tome Sécond, Chapitre X, pp. 256-259. (Google eBook free, consulté le 13 avril 2015).

- (de) [PDF] Anton Angerer (2014),  Das steht der Welt noch bevor. Mediatrix-Verlag : St. Andrä-Wördern, Autriche.  (ISBN 978 3 902722 22 5), page 237 Aussi en Scribd: Das steht der Welt noch bevor (en allemand).